# HD 138290
HD 138290，又名BD+09 3055，SAO 121038、HR 5758，是一颗恒星，视星等为6.57，位于銀經14.34，銀緯48.02，其B1900.0坐标为赤經15h 26m 4s，赤緯+8° 48.02′ 16″。